# Torsborg
Torsborg, även kallad Danaborg, i Dörarps socken i Ljungby kommun i Småland var en dansk borg som anlades på svenskt område år 1455. En naturlig kulle har i söder grävts av för att skapa en torrgrav. Det avskilda läget skyddas även av en mindre vallgrav och en vall i söder. Vallgraven var förbunden med Lagan och det finns spår av en likadan vallgrav i norr. Inga synliga spår av byggnader syns på kullen. Det kan vara möjligt att danskarna inte hann färdigställa borgen innan den togs av svenskarna samma år. Borgen sägs ha fått namnet Danasorg i folkmun. Borgen är inte arkeologiskt utgrävd. Namnet Torsborg kommer möjligen från den intill liggande byn Torset.